# (343743) Kjurkchieva
(343743) Kjurkchieva est un astéroïde de la ceinture principale.

## Description
(343743) Kjurkchieva est un astéroïde de la ceinture principale. Il fut découvert le 5 septembre 2008 à Kitt Peak par le projet Spacewatch. Il présente une orbite caractérisée par un demi-grand axe de 2,69 UA, une excentricité de 0,15 et une inclinaison de 7,1° par rapport à l'écliptique.

## Compléments